# Theodor Geiger
Theodor Geiger, född 9 november 1891 i München, död 16 juni 1952, var en tysk-dansk sociolog.
Theodor Geiger fick sin utbildning i Tyskland, var 1924–1928 föreståndare för Berlins arbetarhögskola och blev 1928 professor i Braunschweig, men fick lämna sin befattning när nazisterna kom till makten. Geiger begav sig då till Danmark, där han 1938 blev professor i sociologi vid Aarhus universitet. Geigers kunskaper var omfattande och sträckte sig från filosofi och psykologi till ekonomi och historia. Som sociolog stod han nära den "formala" tyska skolan och sysslade i sitt huvudarbete Sociologi (939) med teoretiska undersökningar av möjliga gruppbildningar. Han utgav 1926 Die Masse und ihre Aktion, en bok om den revolutionära massan. Starkt polemiskt var Kritik af Reklamen (1943), som psykologiskt undersökte reklamens suggestionskraft och kritiskt granskade reklammännens egen "vetenskap" om deras påverkningsmedel. Senare områden för Geiger var rättssociologin med arbeten som Debat med Uppsala om Moral og Ret (1946) och Vorstudien zu einer Soziologie des Rechts (1947) samt de intellektuellas situation i den på svenska utgivna Intelligensen. De andligt skapandes uppgift och öde i samhället (1944).